# Taroona
Taroona är en del av en befolkad plats i Australien. Den ligger i kommunen Kingborough och delstaten Tasmanien, i den sydöstra delen av landet, nära delstatshuvudstaden Hobart. Antalet invånare är 2 980.
Trakten är tätbefolkad. Närmaste större samhälle är Hobart, nära Taroona. 
I omgivningarna runt Taroona växer i huvudsak städsegrön lövskog. Genomsnittlig årsnederbörd är 697 millimeter. Den regnigaste månaden är juli, med i genomsnitt 78 mm nederbörd, och den torraste är februari, med 41 mm nederbörd.